# Timócrates de Rodes
Timócrates de Rodes foi um grego enviado pelo sátrapa persa Farnabazo II em 396 ou 395 a.C., para distribuir dinheiro as cidades estado gregas a fim de provocar as pólis a batalharem contra Esparta. Visitou Atenas, Tebas, Corinto e Argos. Incitou Tebas a provocar a guerra contra Esparta, começando a Guerra de Corinto, que se estendeu de 395 a 387 a.C.
O principal objetivo da missão de Timócrates, que foi bem sucedido, era forçar a retirada do rei espartano Agesilau e seu exército da Jônia. O êxito da missão de Timócrates foi a base da famosa declaração de Plutarco, "mil arqueiros persas haviam expulsado Agiselau para fora da Ásia". fazendo referência ao arqueiro que era estampado nas moedas de ouro dos persas.